# 근 (하나라)
근(廑)은 하나라의 13대 군주이다. 경의 아들이다. 생전에 태양이 10개 나타나는 괴현상(가뭄의 비유로 보인다.)이 있어 그 해에 죽었다고 한다.